# Amtjärnsbrottet
Amtjärnsbrottet är ett nedlagt kalkstensbrott med en unik fossilrikedom från kambro- och silurtiden.
Brottet är beläget i Rättviks kommun inom Siljansringen. Amtjärnsbrottet är skyddat som naturreservat sedan år 2002.

## Hitta dit
Följ riksväg 70 genom Rättviks centrum mot Mora. Strax norr om Rättviks centrum ska du ta till höger mot Kullsbergs Kalk och Dalhalla.
Efter cirka 4 km, vid Kullsbergs Kalk, följ skyltningen mot Amtjärnsbrottet.